# マット・ブラウン
マット・ブラウン（Matt Brown、1981年1月10日 - ）は、アメリカ合衆国の男性総合格闘家。オハイオ州ジーニア出身。エレベーション・ファイトチーム所属。
過去にヘロインのオーバードースで生死をさまよったことから、「ジ・イモータル」のニックネームを持つ。並外れた精神力と打たれ強さを誇り、デビュー以来10年間以上KO負けを喫したことがなかった。

## 来歴
学生時代はボディビルとボクシングを経験。2005年にプロ総合格闘技デビュー。
2007年2月9日、ISCF東海岸ウェルター級王座決定戦でドゥグラス・リマと対戦し、パンチ連打でTKO勝ちを収め王座獲得に成功した。

### TUF
2008年、リアリティ番組「The Ultimate Fighter」のシーズン7に参加。フォレスト・グリフィン率いるチーム・フォレストに所属。ミドル級トーナメント1回戦でチーム・ランペイジのジェレミー・メイをKO勝ちで下すも、2回戦ではチームメイトのアミール・サダローに三角絞めで一本負けを喫した。

### UFC
2008年6月21日、UFC初参戦となったThe Ultimate Fighter: Team Rampage vs. Team Forrest Finaleでマット・アローヨと対戦し、パウンドでTKO勝ちを収めた。
2008年9月6日、UFC 88でキム・ドンヒョンと対戦し、1-2の判定負けを喫した。
2010年3月27日、UFC 111でヒカルド・アルメイダと対戦し、チョークスリーパーで一本負けを喫した。
2013年4月20日、UFC on FOX 7でジョーダン・メインと対戦し、グラウンドの肘打ちでTKO勝ち。ファイト・オブ・ザ・ナイトを受賞した。
2013年8月17日、UFC Fight Night: Shogun vs. Sonnenでマイク・パイルと対戦し、パウンドでKO勝ち。ノックアウト・オブ・ザ・ナイトを受賞した。
2014年5月10日、UFC Fight Night: Brown vs. Silvaでウェルター級ランキング14位のエリック・シウバと対戦し、パウンドでTKO勝ち。ファイト・オブ・ザ・ナイトとパフォーマンス・オブ・ザ・ナイトを受賞した。
2014年7月26日、UFC on FOX 12でウェルター級ランキング1位のロビー・ローラーと対戦し、5R判定負け。前日の計量で、ブラウンは1回目の計量でリミットの171ポンドから1.5ポンド体重オーバーした為、2回目の計量までに体重を落とす用意をしていたが、コミッションの手違で2回目の計量のチャンスが与えられなかったことで、減量と罰金を免除された。
2015年3月14日、UFC 185でウェルター級ランキング1位のジョニー・ヘンドリックスと対戦し、0-3の判定負けを喫した。
2016年5月14日、UFC 198でウェルター級ランキング6位のデミアン・マイアと対戦し、リアネイキドチョークで一本負け。試合翌日にはホテルのロビーで精神異常者だった元コーチのホドリゴ・ボッチに襲撃された。
2016年7月30日、UFC 201でジェイク・エレンバーガーと対戦し、ミドルキックでダウンを奪われパウンドでTKO負け。自身初のKO負けとなった。
2016年12月10日、UFC 206でウェルター級ランキング5位のドナルド・セラーニと対戦し、ハイキックでKO負け。
2021年1月16日、UFC on ABC: Holloway vs. Kattarでカーロス・コンディットと対戦し、0-3の判定負け。
2021年6月19日、UFC on ESPN: The Korean Zombie vs. Igeでディエゴ・リマと対戦し、右ストレートで2RKO勝ち。パフォーマンス・オブ・ザ・ナイトを受賞した。
2022年3月26日、UFC on ESPN: Blaydes vs. Daukausでブライアン・バーバリーナと対戦し、1-2の判定負け。敗れはしたものの、ファイト・オブ・ザ・ナイトを受賞した。
2023年5月13日、UFC on ABC: Rozenstruik vs. Almeidaでコート・マッギーと対戦し、右ストレートで1RKO勝ち。パフォーマンス・オブ・ザ・ナイトを受賞し、デリック・ルイスが保持するUFC史上最多KO勝利記録「13勝」に並んだ。

## 人物・エピソード
- かつて女子格闘技やフライ級を軽視した発言をして問題視され、謝罪に追い込まれたことがある[6]。この件についてコメントを求められた女子の人気選手ロンダ・ラウジーは「マット・ブラウンって誰？」と答えたのみで彼のことを知らないようであった[7]。
- ヘヴィメタルを好んでおり、2004年にナイトクラブでギタリストのダイムバッグ・ダレルが射殺された際にはその場に居合わせたと言う[8]。

## 戦績
| 総合格闘技 戦績 | 総合格闘技 戦績 | 総合格闘技 戦績 | 総合格闘技 戦績 | 総合格闘技 戦績 | 総合格闘技 戦績 | 総合格闘技 戦績 |
| --------------- | --------------- | --------------- | --------------- | --------------- | --------------- | --------------- |
| 43 試合         | (T)KO           | 一本            | 判定            | その他          | 引き分け        | 無効試合        |
| 24 勝           | 16              | 6               | 2               | 0               | 0               | 0               |
| 19 敗           | 3               | 10              | 6               | 0               | 0               | 0               |

| 勝敗 | 対戦相手                 | 試合結果                               | 大会名                                                     | 開催年月日     |
| ○    | コート・マッギー         | 1R 4:09 KO（右ストレート）             | UFC on ABC: Rozenstruik vs. Almeida                        | 2023年5月13日  |
| ×    | ブライアン・バーバリーナ | 5分3R終了 判定1-2                      | UFC on ESPN 33: Blaydes vs. Daukaus                        | 2022年3月26日  |
| ○    | ディエゴ・リマ           | 2R 3:02 KO（右ストレート）             | UFC on ESPN 25: The Korean Zombie vs. Ige                  | 2021年6月19日  |
| ×    | カーロス・コンディット   | 5分3R終了 判定0-3                      | UFC on ABC 1: Holloway vs. Kattar                          | 2021年1月16日  |
| ×    | ミゲル・バエザ           | 2R 0:18 TKO（左フック）                | UFC on ESPN 8: Overeem vs. Harris                          | 2020年5月16日  |
| ○    | ベン・ソーンダース       | 2R 4:55 KO（パウンド）                 | UFC 245: Usman vs. Covington                               | 2019年12月14日 |
| ○    | ディエゴ・サンチェス     | 1R 3:44 KO（肘打ち）                   | UFC Fight Night: Poirier vs. Pettis                        | 2017年11月11日 |
| ×    | ドナルド・セラーニ       | 3R 0:34 KO（左ハイキック）             | UFC 206: Holloway vs. Pettis                               | 2016年12月10日 |
| ×    | ジェイク・エレンバーガー | 1R 1:46 TKO（左ミドルキック→パウンド） | UFC 201: Lawler vs. Woodley                                | 2016年7月30日  |
| ×    | デミアン・マイア         | 3R 4:31 リアネイキドチョーク           | UFC 198: Werdum vs. Miocic                                 | 2016年5月14日  |
| ○    | ティム・ミーンズ         | 1R 4:44 ギロチンチョーク               | UFC 189: Mendes vs. McGregor                               | 2015年7月11日  |
| ×    | ジョニー・ヘンドリックス | 5分3R終了 判定0-3                      | UFC 185: Pettis vs. dos Anjos                              | 2015年3月14日  |
| ×    | ロビー・ローラー         | 5分5R終了 判定0-3                      | UFC on FOX 12: Lawler vs. Brown                            | 2014年7月26日  |
| ○    | エリック・シウバ         | 3R 2:11 TKO（パウンド）                | UFC Fight Night: Brown vs. Silva                           | 2014年5月10日  |
| ○    | マイク・パイル           | 1R 0:29 KO（膝蹴り→パウンド）          | UFC Fight Night: Shogun vs. Sonnen                         | 2013年8月17日  |
| ○    | ジョーダン・メイン       | 2R 1:00 TKO（グラウンドの肘打ち）      | UFC on FOX 7: Henderson vs. Melendez                       | 2013年4月20日  |
| ○    | マイク・スウィック       | 2R 2:31 KO（右ストレート→パウンド）    | UFC on FOX 5: Henderson vs. Diaz                           | 2012年12月8日  |
| ○    | ルイス・ラモス           | 2R 4:20 TKO（スタンドパンチ連打）      | UFC on FX 4: Maynard vs. Guida                             | 2012年6月22日  |
| ○    | スティーブン・トンプソン | 5分3R終了 判定3-0                      | UFC 145: Jones vs. Evans                                   | 2012年4月21日  |
| ○    | クリス・コープ           | 2R 1:19 TKO（左フック→パウンド）       | UFC 143: Diaz vs. Condit                                   | 2012年2月4日   |
| ×    | セス・バジンスキー       | 2R 0:42 ギロチンチョーク               | UFC 139: Shogun vs. Henderson                              | 2011年11月19日 |
| ○    | ジョン・ハワード         | 5分3R終了 判定3-0                      | UFC Live: Kongo vs. Barry                                  | 2011年6月26日  |
| ×    | ブライアン・フォスター   | 2R 2:11 ギロチンチョーク               | UFC 123: Rampage vs. Machida                               | 2010年11月20日 |
| ×    | クリス・ライトル         | 2R 2:02 ストレートアームバー           | UFC 116: Lesnar vs. Carwin                                 | 2010年7月3日   |
| ×    | ヒカルド・アルメイダ     | 2R 3:30 チョークスリーパー             | UFC 111: St-Pierre vs. Hardy                               | 2010年3月27日  |
| ○    | ジェームス・ウィルクス   | 3R 2:27 TKO（マウントパンチ）          | UFC 105: Couture vs. Vera                                  | 2009年11月14日 |
| ○    | ピート・セル             | 1R 1:32 TKO（パウンド）                | UFC 96: Jackson vs. Jardine                                | 2009年3月7日   |
| ○    | ライアン・トーマス       | 2R 0:57 腕ひしぎ十字固め               | UFC 91: Couture vs. Lesnar                                 | 2008年11月15日 |
| ×    | キム・ドンヒョン         | 5分3R終了 判定1-2                      | UFC 88: Breakthrough                                       | 2008年9月6日   |
| ○    | マット・アローヨ         | 2R 3:40 TKO（パウンド）                | The Ultimate Fighter: Team Rampage vs. Team Forrest Finale | 2008年6月21日  |
| ×    | クリス・ライトル         | 2R 2:49 ギロチンチョーク               | UFL: Fight Night at Conseco Fieldhouse                     | 2007年8月11日  |
| ○    | ダン・コルバソスキー     | 1R 1:37 腕ひしぎ十字固め               | FightFest: Black and Blues Tour                            | 2007年7月6日   |
| ×    | ダニエル・モラエス       | 1R 2:32 腕ひしぎ十字固め               | Gracie FC: Evolution                                       | 2007年5月19日  |
| ×    | ジェシー・チルトン       | 3R 3:23 肩固め                         | Next Level Fighting 8                                      | 2007年3月10日  |
| ○    | ドゥグラス・リマ         | 2R 2:50 TKO（パンチ連打）              | ISCF: Invasion 【ISCF東海岸ウェルター級王座決定戦】        | 2007年2月9日   |
| ○    | マット・アローヨ         | 2R 1:54 TKO（パンチ連打）              | RFC 7: Night of Champions                                  | 2006年11月4日  |
| ○    | ジェイソン・ニコソン     | 1R 0:51 三角絞め                       | Fightfest 8                                                | 2006年10月20日 |
| ×    | クリス・リゴーリ         | 2R 0:42 チョークスリーパー             | CITC: Marked Territory 【CITCウェルター級王座決定戦】      | 2006年9月30日  |
| ×    | マイキー・ゴメス         | 1R 3:35 チョークスリーパー             | Absolute Fighting Championships 17                         | 2006年6月24日  |
| ○    | ブライアン・キング       | 1R 3:27 腕ひしぎ十字固め               | Independent Event                                          | 2006年5月20日  |
| ×    | ピート・スプラット       | 5分3R終了 判定0-3                      | International Freestyle Fighting 1                         | 2006年5月6日   |
| ○    | ジョーイ・ホワイト       | 1R 0:39 KO（パンチ連打）               | Gracie Fighting League: Brawl at the Buckeye               | 2006年2月10日  |
| ○    | リカルド・マルティネス   | 1R 2:54 ギブアップ                     | Independent Event                                          | 2005年10月8日  |

## 獲得タイトル
- 初代ISCF東海岸ウェルター級王座（2007年）

## 表彰
- ブラジリアン柔術 茶帯
- UFC ファイト・オブ・ザ・ナイト（4回）
- UFC ノックアウト・オブ・ザ・ナイト（1回）
- UFC パフォーマンス・オブ・ザ・ナイト（4回）
- SHERDOG ラウンド・オブ・ザ・イヤー（2014年）